# Gu Jingzhou
Gu Jingzhou (* 18. Oktober 1915 in Yixing; † 3. Juni 1996) war ein chinesischer Meistertöpfer und Künstler. Bekannt wurde er durch seine Yixing-Teekannen, traditionellen, aus dem violett-braun gefärbten Zisha-Ton (chinesisch 紫砂, Pinyin zǐshā, ‚Purpur-Sand‘) geformtem, unglasierten Teekannen. Gus Teekannen sind bei chinesischen Museen und Kunstliebhabern sehr begehrt und erzielten bei Versteigerungen Höchstpreise von bis zu zwei Millionen Dollar.

## Namensgebung im Chinesischen
Gu Jingzhou trägt neben seinem eigentlichen Namen noch folgende: Man Xi (曼希), Shou Ping (瘦萍), Wu Ling Yi Ren (武陵逸人) und Jing Nan Shan Qiao (荆南山樵). Sich selbst bezeichnete er als Hu Sou (壶叟, alter Teekanne-Künstler) und Lao Ping (老萍). Außerdem wird er angeführt als „Tai-Shan-Berg in der Teekannen-Kunst“ (der Tai Shan gilt hierbei als respektvolle Bezeichnung für herausragende Schriftsteller, Kunstler, Schauspieler, Wissenschaftler u. a.).

## Leben

### Künstlerische Anfänge
Im Alter von 18 Jahren übernahm Gu die Familiengeschäfte seiner Großmutter, welche auf die Herstellung und den Verkauf von Keramiken konzentriert war. Seine handwerklichen Fähigkeiten blieben nicht lange unentdeckt und so kam es, dass er mit 20 Jahren für den Antikhändler Liangshi Yi Yuan in Shanghai arbeitete. Hierbei hatte er Gelegenheit, originale Sammlerstücke der Zisha-Kunst zu studieren und die künstlerischen Stile zu erforschen. Im Rahmen seiner Ausbildung fertigte er auch Reproduktionen von Keramiken aus der Ming-Dynastie und Qing-Dynastie an, welche später an Privatleute verkauft wurden. Da seine Replikationen kaum von den originalen Kunstwerken zu unterscheiden waren, fanden sich einige dieser Kopien im Palastmuseum Peking und im Nanjing-Museum als scheinbare Originale wieder. Ein Zufall aber ermöglichte es, dass Gu während einer Überprüfungsarbeit im Museum seine eigenen Werke wiedererkannte und das Museum darüber informierte. Dieses Ereignis kennzeichnete einen der wichtigsten Wendepunkte seiner Karriere.

### Unternehmerische Entwicklung
Im Oktober 1954 war Gu Mitbegründer der Shushan Keramik-Industrie Genossenschaft und hielt in den folgenden Jahren viele praxisorientierte Seminare mit dem Ziel, weitere originale Kunstwerke aus früheren Dynastien zu kopieren. Ab 1956 war er technischer Produktionsberater für die Provinzregierung von Jiangsu und nahm mehrmals am nationalen Kunst- und Handwerkskongress teil, worauf sein Einfluss auch in Hongkong, Macau, Taiwan und Südostasien stieg. Drei Jahre später wurde er stellvertretender Direktor für Forschung und Technik für Purpur-Ton an der Yixing-Zisha Fabrik. Im gleichen Jahr bekam er den Auftrag, die Große Halle des Volkes in Jiangsu mit seinen Kunstwerken (wie z. B. Teetassen oder Blumen-Vasen) zu dekorieren.

### Übernahme beratender Funktionen
Ab 1975 wirkte er als Ansprechpartner bei archäologischen Ausgrabungen von Tonöfen, wie sie in früheren Dynastien verwendet wurden, um die Architektur und deren Anwendung zur Erstellung von Keramiken näher zu bestimmen. Somit verfasste er zahlreiche Berichte in Magazinen über die Geschichte der Zisha-Kunst.
Ab 1980 leitete er Seminare für Zisha-Ton mit dem Auftrag, weitere Kopien früherer Kunstwerke zu erstellen. Dieser Auftrag wurde ihm vom Hongkonger Kunstsammler Dr. Kuei-hsiang Lo erteilt, welcher Gu auch mit der Begutachtung von circa 200 Stück seiner Kunstsammlung beauftragte.

### Etablierung der Yixing-Keramiken
1982 wurde Gu frei übersetzt „junior Master“ und 1989 „senior Master“ der Handwerkskünste für Yixing-Keramiken. In dieser Zeit konnten sich durch vermehrte Werbung Gu‘s die Yixing-Keramiken von normalen Industriegütern zu Sammlerstücken entwickeln.
1985 wurde Gu Direktor des Instituts für Yixing-Keramiken. Im selben Jahr erlangten die Keramiken aus Yixing auch im restlichen China Bekanntheit, da sie die Silbermedaille unter den chinesischen Keramikarten gewannen. Vier Jahre später erzielten sie die Goldmedaille, wobei sich aus den Yixing-Keramiken die Marke Fangyuan entwickelte. Im April 1988 wurde Gu der Titel Meister der Chinesischen Handwerksfertigkeiten verliehen.
Vier Jahre vor seinem Tod veröffentlichte Gu den Artikel „Einführung in die Geschichte der Yixing-Keramik“ und ein Lexikon über Yixing-Keramiken, in dem er seine praktischen Erfahrungen und sein Wissen niedergeschrieben hat.
Gu Jingzhou war Mitglied der chinesischen Gesellschaft für bildende Künste sowie Mitglied der Kunsthandwerksmeister Chinas. Für sein Werk erhielt er den Titel Meister der Chinesischen Handwerksfertigkeiten und seine Leistungen und Ehrungen als Handwerkskünstler werden als vergleichbar mit der Wertschätzung von Künstlern aus der Ming-Dynastie im 14. Jahrhundert angesehen.

## Werke
Einige seiner Werke tragen den Namen Teekanne der glücksversprechenden Wolken, Han-Platz-Teekanne und die Schneeflocken-Teekanne. Er arbeitete zudem mit den Künstlern Jiang Hanting, Wu Hufan, Yaming und Han Meilin zusammen.
Im Jahr 2010 wurde eine 1948 gefertigte Teekanne bei der China Guardian Auktion in Peking für zwei Millionen Dollar versteigert, was Gus Teekannen zu den teuersten der Welt macht. Auch Auktionshäuser wie Christie’s und Sotheby’s in Hongkong bieten Gus Kunstwerke an.

### Geschichte der Ti-Bi-Teekanne

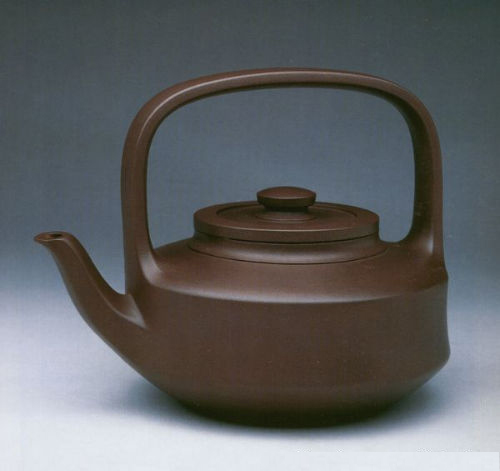
Ti-Bi-Teekanne (提壁壶 (ti bi hu)), 1978

1955 wurde die „Yixing Shushan Keramikproduktion-Genossenschaft“ gegründet. Die Künstler Ren Jinting, Gu Jing Zhou, Wang Yin Chun und Jiang Rong traten der Genossenschaft als technische Berater bei. 1956 wurden Yin Chun Wang, Wu Chun Gen, Gu Jingzhou, Zhu Kexin, Jiang Rong und andere als "Zisha-Ton-Künstler" bekannt.
Zhu Kexin machte Gu mit dem an der China Central Academy of Fine Arts lehrenden Gao Zhuang bekannt. Auch dieser befasste sich mit der Gestaltung von Teekannen. Im Herbst 1956 diskutierten sie über die verschiedenen Formen der Zisha-Teekannen. Gu behauptete, dass unter den vielen Sorten der Tiliang- („Hochbalken-“) Teekanne die Tiliang-Teekanne von Shao Xu Mao aus der Qing-Dynastie das bedeutendste Werk sei. Gao Zhuang vertrat dagegen die Meinung, dass die Tiliang-Teekanne von Mao Xu zwar auch ein Meisterwerk, aber die berühmte „Tian Xiang Ge-Dabin-Tiliang-Teekanne“ im Nanjing-Museum von Shi Dabin aus der Zeit der Ming-Dynastie das bedeutendste Werk seiner Art sei. Nach Gao sind der Körper und Griff der Teekanne zweifach kreisförmig. Der Fuß besteht ebenfalls aus doppelten Kreisen.
Gu hatte die Idee, eine eigene Tiliang-Teekanne zu gestalten. Eine erste gezeichnete Skizze wurde von Gao bearbeitet. Gu Jingzhou modifizierte seinen Entwurf immer wieder, bis im Winter 1956 das erste Exemplar fertig war. Im Mai 1957 begutachtete Gao noch einmal Gus Tiliang-Teekanne. Gu war aber noch nicht zufrieden mit der Gestaltung und wollte sie weiter verbessern: Der Körper der Tiliang-Teekanne war nach seiner Vorstellung zu gerade, sie ließ sich nicht gut in der Hand halten. Der Griff war zu flach und folglich zu unbequem; schließlich war ihm die Tülle noch zu weit und ihr Winkel zu klein, so dass der Tee beim Ausgießen zu schnell herausfloss.
Zwischen Ende 1957 und Anfang 1958 gestaltete Gu seine Teekanne neu. Ihr Körper war nun leicht gebogen und besaß eine konkave Schulter- und Bauchlinie. Die Kanne lag nun besser in der Hand. Ende 1960 und noch einmal 1973 veränderte Gu erneut die Form seiner Tiliang-Teekanne. Wesentlich für Gus Stil war, die Form der Teekanne zu verdichten. Gu kombinierte hierbei die traditionellen Formen der Zisha-Kanne und des Jade-Stils. Die größte Veränderung betraf den Deckel, welcher jetzt die Gestalt einer Bi-Scheibe erhielt. Sein Lehrling Gao Hai Zeng erhielt hierzu den Auftrag, Informationen über Bi-Scheiben zu sammeln. Die neue Gestaltung wurde „Bi-Scheibe-Tiliang-Teekanne“ genannt.
Zwischen Ende 1976 und 1978 arbeitete Gu seine Tiliang-Teekanne zum vierten Mal um. Sein Wissen um die Bi-Scheibe sollte in eine Form gebracht werden, die mit seiner Philosophie der schlichten Eleganz zusammenpasste: Jede Linie, jede Seite, jedes Teil und jedes Detail wurde nach den Eigenschaften der alten Jade-Scheibe (feucht, glatt, rein etc.) gestaltet. Im Sommer 1978 und nach viermaliger Veränderung hatte Gu endlich sein Werk fertiggestellt. Es bekam offiziell den Namen „Ti Bi Hu“ (chinesisch 提壁壶, Pinyin ti bi hu, Hochbalken-Bi-Scheibe-Teekanne). In China nennt man diese Teekanne heute auch den „Schatz Chinas“. Ein Teeset aus einer Ti-Bi Hu und 5 Teetassen von Gu erzielte 2011 bei der Poly International Auktion in Peking einen Preis von CNY 17.825.000 (ca. EUR 2.228.000).
| - Gong Chun Hu        | Diese Teekanne ist eine Nachahmung der berühmten Gong Chun-Teekanne aus der Ming-Dynastie. Das Original befindet sich im Chinesischen Nationalmuseum. Die Idee für die Formgebung stammt von einem Baumkrebs. Die Teekanne aus gelbbraunem Ton ist leicht und einfach in der Handhabung. Das Wasser fließt glatt aus ihrer Tülle. Sie zählt zu Gus Meisterwerken. |
| - Ling Hua Hu         | Der deutsche Name für diese Teekanne ist Wassernuss-Teekanne. Der Körper der Teekanne besteht aus sechs Teilen, welche dem Blatt der Wassernuss (Trapa bispinosa, chinesisch 菱, Pinyin líng) nachempfunden sind. Die Kanten und Ecken sind ohne geringsten Fehler aufeinander abgestimmt. Die Blattadern sind nach innen verengend und die Unterseite ist nach innen leicht konkav. Diese Teekanne aus rotem Ton ist in klaren und glatten Linien gestaltet.                    |
| - Zhe Gu Ti Liang Hu  | Die „Perlfrankolin-Hochbalken-Teekanne“ (chinesisch 鹧鸪提梁壶) hat ihren Namen von einer fasanenartigen Vogelart aus Südostasien. Die Teekanne besitzt einen erhöhten Griff und einen hohlen Knopf. Der Körper ist kurz und zylindrisch mit sich gabelnder Verbindung zum Griff. |
| - Zuo You Lan Yan     | Diese Teekanne aus rotem Yixing-Ton wurde anlässlich der chinesischen Nationalhandwerker-Konferenz geschaffen. Sie verbindet mehrere traditionelle chinesische Formen. |
| - Yun Jian Ru Yi Hu   | Die „Wolkenkragen-Ruyi-Teekanne“ hat ihren Namen vom traditionellen Muster des „Wolkenkragens“ und vom Ruyi-Zepter (chinesisch 如意, Pinyin rúyì, „alles nach Wunsch“), einem Glückssymbol. Der Stil dieser Teekanne ist klar, einfach und traditionell. Auf den Schultern der Teekanne liegt der Wolkenkragen. Die Tülle und der Oberrand sind in altem chinesischen Stil gefertigt. Der Knopf am Deckel ist wie eine Lotosblüte geformt.                                       |
| - Zangliu Choujiao Hu | Alle Teile dieser Kanne sind sechskantig gestaltet. Ihr Körper ist rund und leicht abgeplattet. Die quadratischen und runden Elemente sind harmonisch verbunden, ihre Konturen sind kräftig. Es ist sehr schwierig, eine solch komplizierte Form durchgehend zu gestalten. |
| - Yu Lu Tian Xing Hu  | Bei der „Regen-Tau-Sterne-Hochbalken-Teekanne“ (chinesisch 雨露天星壶) werden gerade Linien und Bögen gemeinsam verwendet. Die Wendepunkte sind klar und fließend. Diese Teekanne entspricht einer perfekten Vorstellung vom Konzept der Ästhetik der Skulptur und des räumlichen Designs. Die Kraft aus den Unterteilen der Teekanne gleicht die Dynamik aus den Oberteilen der Teekanne aus. Aus der Ferne soll diese Teekanne Vögel symbolisieren, die über die Erde fliegen. |
| - Jing Lan Hu         | Die „Brunnenrand-Teekanne“ ist leicht bogenartig geformt; ihr Körper zieht sich von unten nach oben leicht zusammen. Rundung und Quadrat fügen sich harmonisch zusammen. Der Schwerpunkt des Griffes ist etwas nach unten versetzt; hierdurch erhält die Kanne ihre Balance. |
| - Hui Wen Zhu Hu      | Der Körper der „Bambus-Teekanne“ ist geformt wie ein Stück Bambus. Ein neuer Bambustrieb sprießt aus dem alten Bambusstamm. In der chinesischen Tradition ist der Bambus ein Symbol für Reinheit. Aufgrund seiner frischen grünen Farbe gilt er als Symbol der Kultiviertheit. |